# Eduardo Vera
Eduardo Vera (Ybytymí, 13 de octubre de 1845-Asunción, 18 de octubre de 1891), conocido también como Mayor Vera, fue un militar paraguayo que alcanzó el rango de mayor durante la guerra de la Triple Alianza. Participó en diversas operaciones militares bajo el mando del general José Eduvigis Díaz y formó parte del Regimiento 19 en acciones como la batalla de Curupayty y el abordaje a acorazados brasileños en 1868. Tras la guerra, estuvo vinculado a levantamientos armados en la década de 1870 y ocupó cargos políticos locales. Fue designado jefe militar del alzamiento del 18 de octubre de 1891, durante el cual falleció en combate. Su nombre es mencionado en la polka paraguaya «18 de octubre», considerada un himno tradicional del Partido Liberal Radical Auténtico.

## Biografía
Nació el 13 de octubre de 1845 en la localidad de Ybytymí, Departamento de Paraguarí, Paraguay. Proveniente de una familia criolla modesta, su niñez y juventud transcurrieron en el seno de una sociedad campesina marcada por la centralización del poder en la figura del presidente de Paraguay, Carlos Antonio López, y luego bajo el liderazgo del mariscal Francisco Solano López, en un contexto político-militar cada vez más tenso a nivel regional.
Desde temprana edad mostró inclinaciones por la vida militar, lo cual lo llevó a incorporarse al Ejército Paraguayo antes del estallido del conflicto con la Triple Alianza. Su formación como soldado se dio en medio de las campañas militares impulsadas por el gobierno paraguayo en defensa de la soberanía nacional, en un momento donde la guerra era considerada un deber cívico y un acto de lealtad al Estado.

## Carrera militar

### Guerra de la Triple Alianza
Vera comenzó su carrera militar como subalterno en el contexto de la guerra de la Triple Alianza (1864-1870). Su ascenso fue relativamente rápido gracias a su disciplina, su capacidad estratégica y su valentía en combate. A mediados de 1865, tras el retorno de las fuerzas paraguayas del sur bajo el mando del general Wenceslao Robles, fue ascendido a oficial mayor por disposición del mariscal Francisco Solano López, quien reconoció su desempeño durante esas campañas.
Durante el conflicto bélico, Vera se desempeñó como asistente del general José Eduvigis Díaz en la batalla de Curupayty, el 22 de septiembre de 1866, una de las más importantes victorias paraguayas. Posteriormente, destacó en la defensa de Isla Poí al mando del Regimiento 19, unidad con la cual protagonizó una arriesgada misión el 2 de marzo de 1868: el abordaje de los acorazados brasileños posicionados entre Humaitá y Curupayty, acción para la cual fue elegido por sus habilidades como nadador.
También participó en la batalla de Picada Diarte, el 8 de junio de 1869, considerada el último triunfo militar paraguayo durante la contienda. Pocos meses después, en agosto de 1869, cayó prisionero en la zona de Caraguatay, marcando el fin de su participación activa en la guerra.

### Posguerra
En la posguerra, Eduardo Vera no se retiró del ámbito militar. Se lo vio involucrado en las revueltas de 1873 junto a figuras como Bernardino Caballero y Patricio Escobar, enfrentando al gobierno en una serie de levantamientos que serían reprimidos. Más tarde, fue nombrado jefe político de su ciudad natal, cargo que ejerció hasta el recrudecimiento de las tensiones partidarias que lo condujeron a integrar el Centro Democrático, sector liberal que luego se convertiría en una de las corrientes fundadoras del Partido Liberal Radical Auténtico.
En 1891, Eduardo Vera fue designado como jefe militar del fallido alzamiento del 18 de octubre de 1891, que tenía por objetivo derrocar al presidente Juan Gualberto González. Durante el asalto a los cuarteles principales, en la zona del Cabildo, resultó mortalmente herido por un disparo de un soldado que, aun abatido, logró accionar su arma. Vera falleció horas más tarde, el 18 de octubre de 1891, en la capital del país, Asunción.

## Legado cultural
El nombre de Eduardo Vera ha sido preservado en el repertorio simbólico del Partido Liberal Radical Auténtico a través de la polka paraguaya «18 de octubre», tradicionalmente considerada su himno. En el estribillo 1 de la canción, se lo representa arengando a las tropas con la frase: «Liberales a la carga, mayor Vera osapukái: "Ñamanórõ, ñamanóne por el bien del Paraguay"» (en guaraní, «Si morimos, moriremos por el bien del Paraguay»), destacando su rol como jefe militar del alzamiento del 18 de octubre de 1891.